# لا بالم-ليه-جروتس
لا بالم-ليه-جروتس (بالفرنسية: La Balme-les-Grottes)‏ هي بلدية في إقليم إزار في منطقة أوفرن-رون ألب في جنوب شرق فرنسا.
ويُعرف سكان البلدية باسم Balmolans أو Balmolanes.

## وصلات خارجية
- La Balme-les-Grottes official website (بالفرنسية)
- La Balme-les-Grottes on Lion1906
- La Balme-les-Grottes on Google Maps
- La Balme-les-Grottes on Géoportail, المعهد الجغرافي الوطني  [لغات أخرى]‏ (IGN) website (بالفرنسية)
- la Balme on the 1750 Cassini Map
- La Balme-les-Grottes on the INSEE website (بالفرنسية)
- INSEE (بالفرنسية)